# Уорнер, Генри Байрон
Г. Б. Уорнер или Генри Байрон Уорнер (англ. Henry Byron Warner; 1875—1958) — британский актёр, бо́льшую часть карьеры работавший в Голливуде. Один из самых известных и коммерчески успешных артистов немого кино США, чьё имя упоминается в одном ряду с Бастером Китоном, Глорией Свенсон и Анной Нильссон. Снялся в 135 кинофильмах, среди которых наиболее известными стали роли Иисуса Христа в картине Демилля «Царь царей» (1927) и Чанга в фэнтезийной драме Фрэнка Капры «Потерянный горизонт» (1937), за которую он был номинирован на «Оскар» за лучшую мужскую роль второго плана.

## Биография
Уорнер родился 26 октября 1875 года в историческом районе Лондона Сент-Джонс-Вуд в семье театрального актёра Карла Уорнера. Родители желали для сына карьеры врача. Однако после завершения медицинского факультета Лондонского университета Генри Байрон отправился во Францию и Италию изучать актёрское мастерство. В 1900 году 25-летний Уорнер приехал в США и дебютировал на Бродвее. В течение последующих 20 лет он принял участие в 13 постановках. С 1914 года начал активно сниматься в кинематографе. Одним из высших его достижений стала роль Иисуса Христа в картине Сесиля Де Милля «Царь царей». При общем успехе проката, часть критиков выражала произведению скорее негативную оценку, считая, что «Христос в исполнении Уорнера излишне подобен иконе, а фильм иногда превращается просто в иллюстрацию».
С приходом в кино звука Уорнер, в отличие от многих коллег, остался востребованным, хотя всё чаще как исполнитель второстепенных ролей. Неоднократно снимался у
комедиографа Френка Капры, включая работу в фильмах, получивших большое количество наград: «С собой не унесёшь» (1938 год, Оскар за лучший фильм года), «Мистер Смит едет в Вашингтон» (1939 год, Оскар за лучший сценарий и 11 номинаций), «Эта прекрасная жизнь» (№ 30 из 250 лучших фильмов по версии IMDb).
Генри Байрон Уорнер скончался от сердечного приступа 21 декабря 1958 года в возрасте 83 лет.

## Избранная фильмография
| Год  |   | Русское название               | Оригинальное название        | Роль                           |
| ---- | - | ------------------------------ | ---------------------------- | ------------------------------ |
| 1914 | ф | Изгоняющий призраков           | The Ghost Breaker            | Уоррен Джарвис                 |
| 1923 | ф | Заза                           | Zaza                         | Бернар                         |
| 1927 | ф | Царь царей                     | The King of Kings            | Иисус Христос                  |
| 1927 | ф | Соррел и сын                   | Sorrell and Son              | Стивен Соррел                  |
| 1929 | ф | Божественная леди              | The Divine Lady              | Уильям Гамильтон               |
| 1930 | ф | Зелёная богиня                 | The Green Goddess            | майор Креспин                  |
| 1932 | ф | Шанс для Чарли Чана            | Charlie Chan's Chance        | инспектор Файф                 |
| 1932 | ф | Угроза                         | The Menace                   | инспектор Трейси               |
| 1934 | ф | В старом Санта Фе              | In Old Santa Fe              | Чарли Миллер                   |
| 1935 | ф | Повесть о двух городах         | A Tale of Two Cities         | месье Габелль                  |
| 1936 | ф | Мистер Дидс переезжает в город | Mr. Deeds Goes to Town       | судья Мэй                      |
| 1937 | ф | Потерянный горизонт            | Lost Horizon                 | Чанг                           |
| 1938 | ф | Девушка с Запада               | Girl of the Golden West      | отец Сиенна                    |
| 1938 | ф | С собой не унесёшь             | You Can't Take It With You   | Рэмси                          |
| 1939 | ф | Мистер Смит едет в Вашингтон   | Mr. Smith Goes to Washington | сенатор Эгню                   |
| 1941 | ф | Корсиканские братья            | The Corsican Brothers        | доктор Энрико Паоли            |
| 1942 | ф | Перекрёсток                    | Crossroads                   | обвинитель                     |
| 1946 | ф | Эта прекрасная жизнь           | It's a Wonderful Life        | мистер Говер (пьяный аптекарь) |
| 1950 | ф | Бульвар Сансет                 | Sunset Boulevard             | камео                          |
| 1951 | ф | Жених возвращается             | Here Comes the Groom         | дядя Элайху                    |
| 1956 | ф | Десять заповедей               | The Ten Commandments         | Аминадав                       |

## Награды и номинации
- В 1938 году номинирован на «Оскар» за лучшую мужскую роль второго плана в фильме «Потерянный горизонт».
- 8 февраля 1960 года открыта звезда Г. Б. Уорнера на «Аллее славы» Голливуда